# قيس كاظم الجنابي
قيس كاظم الجنابي (ولد 1370 هـ / 1951 م) باحث وكاتب وناقد عراقي، ونسَّابة ومحقق مخطوطات، بدأ الكتابة في عام 1976، وهو عضو اتحاد الأدباء والكتَّاب في العراق.

## ولادته وتحصيله
ولد قيس كاظم حاج الجنابي في قضاء المسيب شمال محافظة بابل، يوم الأحد 27 رمضان 1370هـ الموافق 1 يوليو (تَمُّوز) 1951م.
درس في ثانوية المسيب للبنين وتخرَّج فيها عام 1972، حصل على شهادة (بكالوريوس) في اللغة العربية من كلية الآدب بجامعة البصرة، عام 1976، ثم حصل على شهادة (ماجستير) في الوثائق والمخطوطات من معهد التاريخ العربي والتراث العلمي، عن رسالته "نخبة بهجة الزمان بعامرة مكة لملوك بني عثمان" تأليف جار الله محمد بن عبد العزيز ابن فهد (ت 954هـ)، دراسة وتحقيق، وقد نوقشت صيف عام 1999. ثم نال شهادة (دكتوراه) في التراث الفكري من معهد التاريخ العربي، عن  أطروحته "أثر الشعر في تدوين الأحداث التاريخية خلال العصر الأموي"، التي نوقشت في آب عام 2002.

## أعماله ونشاطاته
بدأ عمله الوظيفي مدرِّسًا في المدارس الثانوية، ثم انتقل إلى التدريس الجامعي، وهو حاليًّا محاضر بدرجة أستاذ مساعد. وعمل محرِّرًا في جريدة الأديب الثقافية، ورئيسًا لقسم الأخبار والتقارير من 2004 إلى 2006م. ومستشارًا في مجلة (التراث الشعبي) الصادرة عن الشؤون الثقافية، وكان له عمود صحفي في جريدة (السيادة)، بعنوان "أمشاج" بين عامي 2005 و2006. وكتب أيضًا عمودًا صحفيًّا في جريدة (المشرق) بعنوان "أصدقائي المجانين".
وهو عضو مؤسس في اتحاد الأدباء والكتَّاب في العراق، وقد كان دُعيَ إلى المؤتمر التأسيسي الأول للاتحاد عام 1981، وعضو مؤسس في ملتقى الإسكندرية (البلدة العراقية) الأدبي منذ عام 1989. وعضو  المجلس المركزي في اتحاد الكتَّاب العرب (دورة 2004- 2008م).
وله مشاركات في عدد من المهرجانات والندَوات، وفي النشاطات الثقافية الجامعية. وشارك في تأليف كتب مختلفة مع كتَّاب آخرين، فضلًا عن مؤلفاته وتحقيقاته التراثية.

## جوائزه
- الجائزة الثالثة في النقد، عن الملتقى الثقافي العراقي الأول ببغداد 27- 30 سبتمبر (أيلول) 2005م.

## مؤلفاته وآثاره
نقد
1. الصورة البدوية في شعر شفيق الكمالي، بغداد: دار الرشيد للنشر، وزارة الثقافة والإعلام، 1981.[5]
2. في الذاكرة الشعرية، بغداد: مطبعة العاني، 1988.[6]
3. مواقف في شعر السياب (ط. 1)، بغداد: مطبعة العاني، 1988.[7]
4. التراث الشعبي في الشعر العراقي الحديث، بغداد: دار الشؤون الثقافية العامة، 2000.[8]
5. الحكاية التراثية: تنوع الأفكار ووحدة التأثير (ط. 1)، بغداد: دار الشؤون الثقافية العامة، 2006.[9]
6. النزعة الحوارية في الرواية العربية (ط. 1)، بغداد: دار الشؤون الثقافية العامة، 2011.[10]
7. النقدية العربية من الأصمعي إلى ابن خلدون: دراسة في معايير نقد الشعر عند العرب (ط. 1)، القاهرة: مكتبة الثقافة الدينية، 2011.[11]
8. التوراة والنقد الجديد (ط. 1)، دمشق: تموز ديموزي، 2012.[12]
9. الرواية العراقية المعاصرة: أنماط ومقاربات. دمشق: اتحاد الكتاب العرب. 2012.[13]
10. السرد والتاريخ الأسطوري في السيرة الشعبية (ط. 1)، بغداد: دار الشؤون الثقافية العامة، 2016.[14]
11. جماليات السرد العربي القديم: من العنوان إلى الرؤيا (ط. 1). عَمَّان: دار المنهجية. 2016.[15]
12. الرموز والأحلام والسحر: في ملاحم وأساطير العراق القديم. دمشق: تموز ديموزي. 2021.[16]
13. الرواية العراقية بعد الاحتلال الأمريكي: هشاشة المأوى وأزمة الهوية (ط. 1). عَمَّان: دار دجلة ناشرون وموزعون. 2021.[17]
14. المقامات العربية وتحولات السرد القديم: رؤى ثقافية وتجليات نقدية من السيمائية إلى التداولية مع دليل شامل للمقامات العربية (ط. 1). الشارقة: مؤسسة الانتشار العربي. 2022.[18]
15. مقاربات وأجيال: فصول في الشعر العراقي المعاصر (ط. 1). عَمَّان: دار دجلة ناشرون وموزعون. 2022.[19]
16. الرمزي والتشكيلي في شعر حميد سعيد. عَمَّان: دار دجلة ناشرون وموزعون. 2022.[20]
17. شعرية المفارقة: مقاربات في الأسطورة والتراث والمعاصرة (ط. 1). بابل: مؤسسة أبجد للترجمة والنشر والتوزيع. 2022.[21]
18. الصعلكة وتجليات ما بعد الحداثة: مقاربات في الكتابة والتمرد (ط. 1). عَمَّان: دار غيداء للطباعة والنشر. 2022..[22]
19. شاذل طاقة: شاعر البحث عن الجذور (ط. 1). بيروت: المؤسسة العربية للدراسات والنشر. 2023.[23]
20. السرد والمقام في النثر العربي. بابل: مؤسسة أبجد للترجمة والنشر والتوزيع. 2023.[24]
21. المقالة الأدبية العربية في المدرستين المصرية والشامية (ط. 1). عَمَّان: دار المنهجية. 2023.[25]
22. الرؤى الصوفية في قصائد وردة الكتابة: دراسة ونصوص (ط. 1) بغداد: دار الحداثة للطباعة والنشر، 2024.[26]
23. القصة العراقية القصيرة: أجيال وتاريخ، (ط. 1). عَمَّان: دار دجلة ناشرون وموزعون، 2024[27]

تاريخ
1. تاريخ الجنابيين (ط. 1)، بغداد: مطبعة العاني، 1996.[28]
2. أثر الشعر في تدوين الأحداث التاريخية في العصر الأموي. القاهرة: دار الآفاق العربية. 2007.[29]
3. السجون والمطامير وأثرها في الشعر العربي: دراسة تاريخية، بغداد: دار الشؤون الثقافية العامة، 2013.[30]
4. نصب الرؤوس واغتيال النفوس: دراسة تاريخية في آليات الاضطهاد الجسدي في التاريخ العربي - الإسلامي (ط. 1). بيروت: مؤسسة الانتشار العربي. 2015.[31]
5. العطر عند العرب: دراسة تاريخية فكرية (ط. 1). بيروت: مؤسسة الانتشار العربي. 2015.[32]
6. اليهود من جزيرة العرب إلى الأندلس (ط. 1). بيروت: مؤسسة الانتشار العربي. 2016.[33]
7. مكة بين النصرانية واليمن: دراسة في التاريخ العربي-الإسلامي حتى نهاية العصر الأموي (ط. 1). بيروت: مؤسسة الانتشار العربي. 2017.[34]
8. المقالة الأدبية في العراق: النشأة والتطور، بغداد: دار الشؤون الثقافية العامة، 2018.[35]
9. المطبخ العربي: دراسة تاريخية فكرية في أنثروبولوجيا الطعام والجسد (ط. 1). بيروت: مؤسسة الانتشار العربي. 2019.[36]
10. طريق البخور: الرحلات الأوروبية إلى جزيرة العرب في العهد العثماني (ط. 1). بيروت: مؤسسة الانتشار العربي. 2020.[37]
11. تاريخ التجسس عند العرب (ط. 1). بيروت: الدار العربية للموسوعات. 2021.[38]
12. الحياة السرية عند العرب: فصول في جماليات الجسد والحياة في ضوء التراث العربي (ط. 1). بيروت: مؤسسة الانتشار العربي. 2021.[39]

تراجم
1. معجم المجانين من الشعراء (ط. 1). القاهرة: دار الآفاق العربية. 2007.[40]
2. معجم المجانين من العصر الجاهلي حتى مطلع القرن الرابع عشر الهجري (ط. 1). دمشق: النايا للدراسات والنشر والتوزيع. 2013.[41]
3. معجم شعراء العراق في القرن العشرين: 1900 - 2000م، بابل: دار الفرات للثقافة والإعلام، 2023.[42]

فكر
1. التصوف الإسلامي: في اتجاهاته الأدبية، القاهرة: مكتبة الثقافة الدينية، الطبعة الأولى 2007، الطبعة الثانية 2008.[43]
2. التصوف الإسلامي وأثره في فنون الأدب العربي: دراسات نقدية (ط. 1)، القاهرة: مكتبة الثقافة الدينية، 2011.[44]
3. رحلة التصوف في الأمصار الإسلامية (ط. 1). بيروت: مؤسسة الانتشار العربي. 2017.[45]
4. شهاب الدين السهروردي المقتول: حياته - آثاره - أدبه - فلسفته (ط. 1). دمشق: تموز ديموزي. 2015.[46]

سيرة
1. الزمن المسروق: ذكريات أليمة في معتقلات الاحتلال الأمريكي من 2006/6/26 إلى 2008/3/13م ؛ يرويها المعتقل رقم 19782 (ط. 1). عَمَّان: دار دجلة ناشرون وموزعون. 2023.[47]

تحقيق
1. كتاب جوامع العلوم. تحقيق: قيس كاظم الجنابي (ط. 1). القاهرة: مكتبة الثقافة الدينية. 2007.[48]
2. نخبة بهجة الزمان بعمارة مكة لملوك بني عثمان. تحقيق: قيس كاظم الجنابي (ط. 1). بيروت: دار الكتب العلمية. 2010.[49]
3. كتاب كنز المطالب: في فضل البيت الحرام وفي الحجر والشاذروان وما في زيارة القبر الشريف من المآرب. تحقيق: قيس كاظم الجنابي (ط. 1). القاهرة: مكتبة الثقافة الدينية. 2012.[50]
4. فضائل النكاح: دراسة وتحقيق لكتب شيخ الإسلام الإمام جلال الدين السيوطي. تحقيق: قيس كاظم الجنابي. دمشق: النايا للدراسات والنشر والتوزيع. 2013.[51]
5. ستة شعراء من مخضرمي العصر الأموي: جواس بن قطبة العذري، ساعدة بن جؤية الهذلي، عتيبة بن مرداس التميمي، عمرو بن مخلات الكلبي، مال بن أسماء بن خارجة الفزاري، الوليد بن حنيفة التميمي. بيروت: دار الكتب العلمية. 2020.[52]
6. شعراء بني جناب: في الجاهلية والإسلام (ط. 1). بغداد: المكتبة العصرية. 2022.[53]
7. يوميات يوسف الصائغ: أبداً ليس بالخبز نحيا. تحقيق: قيس كاظم الجنابي (ط. 1). بغداد: دار سطور للنشر والتوزيع. 2023.[54]

## وصلات خارجية
- الحضارة الأموية - المتغيرات الثقافية في العصر الأموي مع الباحث والناقد العراقي د. قيس كاظم الجنابي